# Całuję twoją dłoń, madame (film)
Całuję twoją dłoń, madame (niem. Ich küsse Ihre Hand, Madame, ang. I Kiss Your Hand, Madame) – niemiecki film z 1929 roku. Pierwszy w pełni udźwiękowiony film europejski.